# Station Bytom Odrzański
Station Bytom Odrzański is een spoorwegstation in de Poolse plaats Bytom Odrzański.